# 社債管理者
社債管理者（しゃさいかんりしゃ）とは、社債権者のために、弁済の受領・債権の保全、その他の社債の管理を行う者のことである（会社法第702条）。本項においては、2019年（令和元年）会社法改正によって創設された社債管理補助者（しゃさいかんりほじょしゃ 会社法第714条の2）についても記述する。
- 以下、会社法の条文は単に条文名のみを示す。

## 沿革・制度趣旨
制度導入経緯
2005年（平成17年）の会社法制定前、株式会社について定めた商法は、1993年（平成5年）の改正前までは、「社債募集ノ委託ヲ受ケタル会社」（一般にこれを「社債募集の受託会社」、あるいは単に「受託会社」と呼んでいた）について規定を設けていた。同法のもとにおける社債募集の受託会社は、これを置くかどうかは、社債発行会社の自由であったが、それが置かれた時は、社債発行会社と応募者との間にあって、社債発行に必要な事務を行う他、社債権者のために、社債の管理及び償還をする権限が与えられていた。
受託会社の設置は任意であったため、実際には受託会社が置かれないケースが多く、制度が十分に活用されていなかった。さらに、受託会社が存在しても、社債権者保護の実質的な役割を果たしていない場合があり、制度の形骸化が指摘されていた。このため、受託会社による社債権者の利益の代表・保護が不十分であるとの批判があった。加えて、資金調達の国際化が進展するなか、欧米では社債管理のための専門機関（信託会社など）が制度化されており、日本でも国際基準に沿った管理体制の整備が求められた。
これを受けて、1993年の改正において、以下の趣旨の改正が行われた。
1. 社債募集の受託会社と言う概念を廃止、社債管理会社と言う概念を採用
2. 社債管理会社を原則として必須のものとする。
3. 社債発行に必要な事務を行う権限に関する根拠規定を設けない[注 1]。
4. 社債の管理に関する権限を充実させ、その公平誠実義務及び善管注意義務並びにその損害賠償責任に関する規定を新たに設ける。

なお、本改正と同時に担保付社債信託法が制定され、担保付社債については設置を必須とする受託会社が社債管理会社の役割を果たすこととなった。
会社法は、会社組織である者以外が社債管理を行うことがあり得ることから社債管理会社と言う表現を社債管理者と言う表現に改めているが、その他、基本的にこの1993年改正を受け継いでいる。

## 制度概要

### 設置義務
会社が社債を発行する場合、社債管理者の設置が義務付けられる。ただし、以下の要件のいずれかを満たす場合には、社債管理者を置かなくてもよい（例外規定）。
- 各社債の金額が1億円以上である場合（第702条）
1億円単位で社債の売買を行う主体はプロフェッショナルの投資家であることが想定され、それらの投資家は社債管理者によって保護される必要がないとの考え方に基づく[3]。
- ある種類の社債の総額を当該種類の各社債の金額の最低額で除して得た数が50を下回る場合（会社法施行規則 第169条）（なお、会社法以外の法律により発行される債券の場合には、この条件が無い場合がある）

### 適用範囲
「社債」（2条23号）にのみ適用があり、そうである限りにおいて発行地の内外を問わないとされる。
コマーシャルペーパー（短期社債を除く）や外国法に準拠して発行された債券は、社債に類似してはいても「社債」ではないので適用はないとされる。

### 就任資格
社債管理者に就任できる者は銀行・信託銀行・担保付社債信託法第3条の免許を受けた者等に限られる（第703条）。
一般には、発行会社の主要取引銀行が指名されることが多いとされる。

### 役割
社債管理者の主な役割は以下のものである。
- 発行会社と社債権者間における社債の管理（債権の弁済の受領、債権の回収の容易化など）
なお、社債権自体の管理は会社が直接行う他、社債原簿管理人を置くことができる。
- 元利金の支払いの代行
- 元利金の支払いが円滑にいかなかった場合、投資家（社債権者）のために必要な裁判上または裁判外の行為

#### 役割遂行のための権限
上記役割を遂行するため以下の権限が認められている（第705条、第706条）。
- 社債権者のために社債に係る債権の弁済を受けること
- 社債権者のために社債に係る債権の実現を保全すること
- 社債発行会社の業務及び財産の状況を調査すること

### 責任
1. 法令違反に対する責任（第710条第1項）
社債管理者が会社法や社債権者集会の決議に違反した行為をなし、その行為によって社債権者に損害が生じた場合、社債権者に対し損害を賠償する責任を負う。
2. 利益相反行為に対する責任（同条第2項）
社債発行会社の債務不履行等が発生時に利益相反行為がある場合、社債管理者が誠実にすべき社債の管理を怠らなかったことを証明できないときは、社債権者に対し損害を賠償する責任を負う。

## 社債管理補助者
制度の導入経緯
1993年商法改正後の日本の実務においては、会社が社債を発行する場合には、上記例外規定に基づき、社債管理者を定めていないことが多かった。その理由として、同法上、社債管理者の権限が広範であり（第705条）、また、その義務、責任および資格要件が厳格であるため（第704条、第703条、会社法施行規則第170条）、社債管理委託手数料などの社債管理者の設置に要するコストが高くなることや、社債管理者となる者の確保が難しいことが挙げられていた。
社債市場における主要な投資主体は機関投資家であるため、社債の金額を1億円として社債管理者を設置しない案件が高い割合を占めている。一方、社債管理会社を設置しない社債は、社債発行時及び期中の事務を代行する財務代理人（Fiscal Agent、一般的に銀行が就任する）が置かれ、その社債はFA債と呼ばれている。企業は、社債管理者及び財務代理人の手数料、社債管理者を設置する場合としない場合の社債の発行条件比較、社債管理に対する投資家の意向等を踏まえて、社債管理会社設置債とFA債のいずれかを選択する。但し、一般企業が機関投資家向け社債を発行する場合、ほぼ自動的にFA債を選択していると考えられる。
財務代理人の権利義務は法定されていないため、その内容は社債発行者と財務代理人との間の個別の契約によることとなる。また、財務代理人は、社債管理者と異なり、社債権者の保護のために行動する立場にあるわけではなく、あくまで社債発行者のためにサービスを提供するものと位置づけられる。そのため、FA債が履行不能（デフォルト）となった場合、社債権者は自らの利益を自ら守らなければならず、社債権者の保護に欠ける状況が発生しうる。戦後の日本においては、社債発行に対する銀行の関与の強さ等を背景に、社債のデフォルト事例は限定的であったが、1993年商法改正以降、発行される社債において社債管理者不設置債の割合が大部分を占める中、グローバル金融危機による経済環境悪化を受けてデフォルト案件が散見されるようになった。こうした状況を受けて、社債権者保護に対する市場参加者の関心は高まり、特にデフォルト後の債権保全・回収に関するサポートに対する投資家のニーズが聞かれるようになった。
2019年（令和元年）会社法改正によって、社債管理者が設置されていない社債についても第三者による最低限の社債管理が必要であるとして、就任を促進するため責任を緩和した、「社債管理補助者制度」を新たに創設することとなった。

### 制度概要
以下、「社債管理者」と対比して記述する。
設置できる場合（第714条の2）
第702条ただし書に規定する場合で社債発行会社が社債管理者を設置しない場合、社債管理補助者を選任することができる（義務ではない）。担保付社債の場合は、社債管理者に相当する信託会社を必須とするので、選任することはできない。
適用範囲
社債管理補助者の適用範囲は、社債管理者同様「社債」 に限定される。
就任資格
社債管理者の就任資格者（銀行等金融機関）に加え、弁護士・弁護士法人（第714条の3、会社法施行規則第171条の2）
役割・権限
法定される役割とそれに伴い無条件に行使できる権限と約定により選択的に生ずる役割とそれに伴って行使できる権限がある（第714条の4）。
1. 法定の権限
  1. 発行会社の破産手続、再生手続または更生手続への参加
  2. 発行会社に対する強制執行または担保権実行手続における配当要求
  3. 清算株式会社に対する債権届出

2. 約定権限	
  1. 社債に係る債権の弁済の受領
  2. 社債に係る債権の保全に必要な裁判上または裁判外の行為
  3. 社債の全部についてする支払猶予、その債務の不履行によって生じた責任の免除または和解、社債の全部についてする訴訟行為または破産手続、再生手続、更生手続もしくは特別清算手続に属する行為
  4. 社債の総額について期限の利益を喪失させる行為

  - なお、約定がある場合でも、2.に関して社債全部にかかるもの並びに3.及び4.に関しては行使に当たっては社債権者集会の決議を要する。

責任
法令違反に対する責任（第714条の7）
社債管理補助者が適切な業務を行わず、社債権者に損害を与えた場合、損害賠償責任を負う。
なお、社債管理責任者と異なり、利益相反行為に対する責任を無条件に負わされることはない。